# Golf de Corint
El golf de Corint (Korinthiakós Kólpos en grec) es troba a Grècia. Se situa entre la península del Peloponès i la Grècia continental. S'inicia com a continuació del golf de Patres, que és l'obertura de l'estret al mar Jònic. La unió de tots dos golfs és el que antigament es coneixia com a golf de Lepant, escenari de la cèlebre batalla de Lepant al segle xvi. És un golf estret i llarg que allotja la ciutat de Corint en el seu extrem oriental. La ciutat de Naupacte, anteriorement anomenada Lepant, es troba just en la divisòria de tots dos golfs.
A la fi del segle xix es va obrir el canal de Corint, una obertura artificial que travessa l'istme de Corint i connecta el golf amb el mar Egeu. El canal mesura una mica més de sis quilòmetres i és utilitzat com a important via per al transport marítim.

## Història
En la Grècia otomana, el golf va ser conegut com a golf de Lepant. Aquí es va lliurar en 1571 la tercera batalla de Lepant, que va destruir la flota otomana. En 1772 una altra flota turca va ser destruïda pels russos en l'entrada del golf. La ciutat de Naupacte és l'actual Lepant.

## Geografia

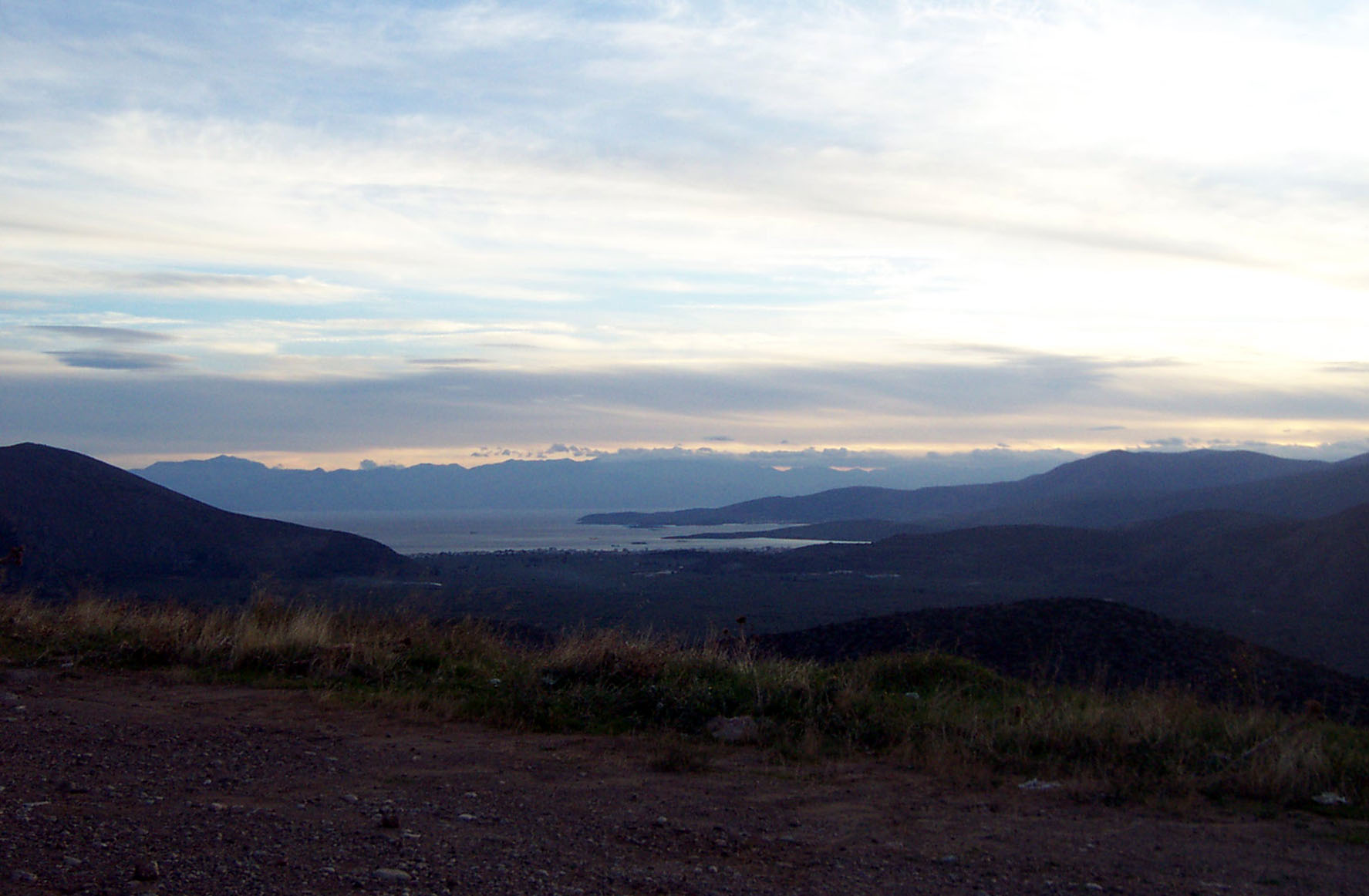
Golf de Corint al capvespre.

El golf de Corint limita a l'est amb l'istme de Corint que inclou la ruta marítima del canal de Corint, i a l'oest amb l'Estret de Rion, que separa el golf de Corint del més allunyat golf de Patras en el cap Drepano, on el punt més estret és creuat pel Pont Rio-Antírrio. El golf de Corint està gairebé envoltat per les prefectures d'Etolia-Acarnània, Fócida al nord, Beòcia al nord-est, Àtica a l'est, Coríntia al sud-est i al sud i Acaia al sud-oest.
Té una longitud d'uns 130 km i una amplària d'entre 8,4 i 32 km. El golf és una de les regions amb major risc sísmic d'Europa. Les rutes marítimes entre Atenes i els ports de la resta del Mediterrani passen per aquest golf mentre que les rutes de transbordador connecten Aigio i Agios Nikolaos amb la part occidental del golf.

### Golfs i badies
- Golf de Criseo, nord.
- Dombraina (Domvrena), nord.
- Estret de Rion, oest.

### Ciutats i localitats

Mapa del Golf de Corint.

Les ciutats i pobles que estan a prop al golf són:
- Naupacte Lepant-(nord-oest)
- Platja de Sergoula, sense port, amb platja.
- Glyfada, sense port.
- Spilia, sense port.
- Agios Nikolaos (nord).
- Galaxidi (nord), petit port.
- Itea (nord), petit port.
- Kirra (nord), petit port.
- Agios Vasileios, petit port.
- Porto Germeno (Aigosthena), est, petit port, platges.
- Psatha, est, platja enorme.
- Alepochori, (sud-est).
- Loutraki, sense port.
- Corint (soreste).
- Kiato, (sud-est).
- Xylokastro (sud).
- Derveni.
- Krathio (sud-oest), sense port.
- Diakopto (sud-oest), platja urbana.
- Aigio (sud-oest).
- Patras (sud-est), port important.
- Longos (sud-oest).
- Akoli platja (sud-oest).
- Kato Rodina (oest sud-oest).
- Psathopyrgos (oest).

## Tributaris
En el golf hi desemboquen bastants rius poc cabalosos. Són els següents:
- En el vessant nord:
  - riu Mornos
- en el vessant sud:
  - riu Volinaios
  - riu Selemnos
  - riarol a l'est de Arachovitika i Drepano
  - riu Selinunte
  - riu Vouraikos
  - riu a l'est de Diakopto
  - riu Stygas
  - riu Asopo (Coríntia)
  - riu Sythas - Xylokastro

## Geologia del golf
El golf ha estat creat per l'expansió d'un rift tectònic, i encara s'expandeix uns 30 mm a l'any. Les falles circumdants tenen una important activitat sísmica.